# FK Obilić Belgrado
El Fudbalski Klub Obilić (en serbio cirílico: Фудбалски клуб "Обилић") es un club de fútbol con sede en Belgrado, Serbia. El nombre deriva del legendario héroe medieval serbio Miloš Obilić. El club fue fundado en 1924 y hasta la temporada 2014-15 compitió en la Dunav Division (segunda división de la zona de Liga de Belgrado).
En su larga historia, el periodo más notable del Obilić fue durante los años 1990, cuando el club fue presidido por el polémico paramilitar serbio Željko Ražnatović y, tras su asesinato, por su esposa y cantante Svetlana Ražnatović. El club ganó una Liga yugoslava en 1998, poniendo fin al eterno dominio del Estrella Roja y el Partizan, lo que le permitió disputar la Liga de Campeones de la UEFA.

## Historia

### Fundación y primeros años (1924–1944)

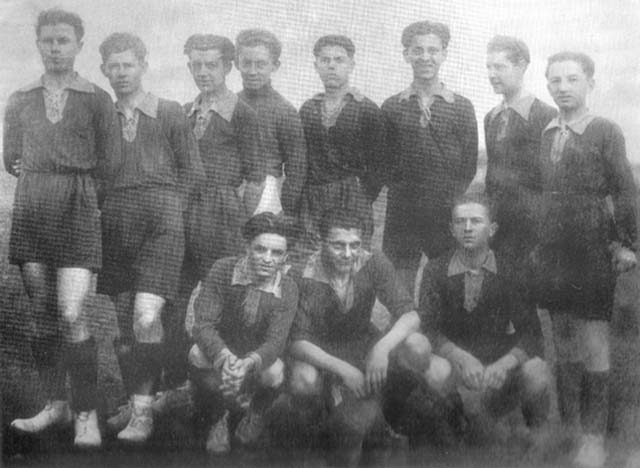
Imagen del equipo en 1924.

Un año después de su fundación, el FK Obilić comenzó a competir en la temporada 1925-26 como parte de la Subasociación de Fútbol de Belgrado (Beogradski loptački podsavez), una organización bajo el paraguas de la Federación de Fútbol de Yugoslavia. El Comité de Belgrado estaba muy bien organizado y se dividió en tres niveles. El Obilić disfrutó de un éxito temprano y ascendió a la Primera Liga de Yugoslavia en la temporada 1928-29. El Obilić se quedaría en la parte alta de la tabla clasificatoria tras haber terminado segundo vez y tercero en tres ocasiones. Esto continuó hasta la Segunda Guerra Mundial, que cambió radicalmente la estructura del fútbol yugoslavo.
Durante la Segunda Guerra Mundial el club jugó en la Liga de Fútbol de Serbia que, por lo general, consistía en diez clubes, y la competición se desarrolló entre 1941-1944 en determinadas circunstancias durante la guerra. El lugar del Obilić en ese periodo fue, generalmente, tercero, justo detrás de los famosos y grandes clubes de Belgrado, el BSK y el SK 1913.

### Época de Yugoslavia socialista (1945–1995)
Después de la Segunda Guerra Mundial el nombre de "Obilić" fue prohibido por el partido comunista, que acababa de hacerse con el poder en Yugoslavia. Teniendo en cuenta que el nombre era "demasiado serbio", las autoridades obligaron al club en cambiarlo. El nuevo nombre del club se convirtió en FK Čuburac por Čubura, el barrio donde se encuentra el estadio. El próximo gran evento en la historia del club se produjo en 1952, cuando se fusionó el FK Šumadija con el FK Čuburac. Los clubes combinados restauraron el nombre anterior, "Obilić", después de que el gobierno hubiese cambiado de opinión sobre el nombre y finalmente dejarles usar el nombre histórico de Serbia.
El club dio tuvo un largo y lento recorrido antes de llegar a lo más alto del fútbol serbio. A partir de 1952, el Obilić jugó en la Segunda División de Belgrado. En la temporada 1972-73, el Obilić había ganado por fin la Segunda División de Belgrado y dio el salto a la Primera División de Belgrado. Allí permaneció hasta que finalizó en cuarto lugar en la liga de la zona de Belgrado en 1981-82 para ascender a la Segunda Liga de Yugoslavia. El equipo encadenó un nuevo ascenso consecutivo en la temporada siguiente y el Obilić llegó, brillantemente, a la Primera Liga de Yugoslavia. Este fue un gran momento para el club, que finalmente dejó atrás las pequeñas ligas regionales y ascendió a una de las primeras divisiones del fútbol europeo. Sin embargo, después de varias temporadas, el Obilić acabó en la tercera división yugoslava, donde se mantendría hasta la guerra civil que desgarró la ex Yugoslavia.
Después de las guerras de Yugoslavia, todas las fases de la vida se vieron afectadas, como también el fútbol. La Asociación de Fútbol de Yugoslavia había perdido muchos clubes. Debido a esto, muchos clubes ascendieron en la cadena y el sistema de ligas serbio. El FK Obilić se benefició de ello y fue ubicado en la Segunda Liga Nacional. Sólo le tomó al Obilić dos años para llegar, nuevamente, al primer lugar de la Liga Nacional Grupo B. Se inició en 1993-94 y empezó a demostrar que tenía potencial. La siguiente temporada el FK Obilić llegó a la final de la Copa de Yugoslavia, que perdió ante el Estrella Roja de Belgrado a doble partido en la final. Con una situación financiera muy estable y un futuro brillante mucha gente vio que el FK Obilić era una buena inversión.

### Edad dorada con los Ražnatović (1996–2000)
En junio de 1996, el paramilitar serbio Željko Ražnatović, más conocido como Arkan, se hizo cargo del Obilić, que rápidamente se convirtió en un club de calibre superior. Con Arkan a cargo del club, el Obilić finalmente marcó su camino a la cima del fútbol yugoslavo y llegó a la máxima categoría tras proclamarse campeón del grupo B de la Primera Liga de Yugoslavia —la primera división se dividía en dos grupos, la liga IA y la IB—.
La temporada siguiente fue la inaugural para el FK Obilić en la Primera Liga de Yugoslavia, donde se encontraron con sus vecinos del Partizan y el Estrella Roja. El equipo no sólo demostró que eran un equipo que merecía estar allí, sino que se colocó entre la élite. El FK Obilić pasó a convertirse en los Campeones de Yugoslavia en una de las temporadas más extraordinarias jamás visto en el fútbol yugoslavo. Aún más increíble es el hecho de que era la primera vez que el Obilić estuvo alguna vez en la primera división. Sin embargo, esta hazaña estuvo rodeada, permanentemente, de una gran polémica. De acuerdo a un libro de Franklin Foer, How Soccer Explains the World, Arkan amenazó a los jugadores en los equipos contrarios si marcaban contra el Obilić. Esta amenaza fue subrayada por los miles de veteranos de su ejército que llenaban su tierra natal, cantando amenazas, y de vez en cuando señalando con pistolas a los jugadores durante los partidos. Un futbolista aseguró a la revista británica de fútbol FourFourTwo que estaba encerrado en un garaje cuando su equipo jugó frente al Obilić. El equipo, dirigido por Dragan Okuka, finalizó primero con 86 puntos, cuatro más que el Estrella Roja, subcampeón.
Durante el verano de 1998, existía la posibilidad de que la UEFA pudiese prohibir al Obilić participar en la Liga de Campeones debido a sus conexiones con el hampa. Para evitar más polémicas, Arkan se alejó del cargo de presidente y dio su asiento a su esposa y estrella de la música turbo-folk serbia Svetlana Ražnatović, más conocido como "Ceca", el 25 de julio de 1998. Ceca continuó con la función presidencial del club por un corto período, acompañando al equipo y encabezando las expediciones en Europa, pero no se interesó excesivamente y cedió el puesto a Žarko Nikolić, que ostentó el título durante un año. Sin embargo, Ceca cambio de impresión y el 14 de agosto de 2000 regresó como presidente del club. Muchas personas se han preguntado por qué Ceca quería la presidencia de nuevo, especialmente tras haber mostrado claras señales de que el equipo no era una prioridad para ella, que es una estrella musical y celebridad en Serbia. Muchos creen que la muerte de Arkan a principios de año tuvo algo que ver con su decisión de regresar al club que él presidió, pero Ceca nunca ha declarado públicamente por qué se involucró con el club de nuevo.
El equipo debutó, finalmente, en Liga de Campeones el 22 de julio de 1998 ante el ÍBV islandés en el estadio Partizán, ya que el Miloš Obilić no cumplía los requisitos de la UEFA. En el partido de ida el equipo serbio venció 2-0 y en Islandia ganó 1-2. El equipo avanzó a la segunda ronda, donde fue emparejado con el Bayern Múnich. Los bávaros vencieron en el Olympiastadion por un contundente 4-0, que dejaba al Obilić virtualmente eliminado. En el partido de vuelta en el estadio Partizán, el Obilić firmó un empate a uno con el campeón alemán y fue eliminado de la Liga de Campeones.

### Crisis institucional y deportiva (2001–presente)
Después de que Arkan entregase las riendas del club a su esposa, el Obilić se hundió lentamente en las divisiones más bajas del fútbol serbio. El Obilić firmó, no obastante, una excelente temporada 1998–99 y fue subcampeón de liga, a sólo dos puntos de revalidar el título, que fue a parar al Partizán. El club volvió a luchar por el título en la temporada 1999–00, donde quedó tercero en una larga liga de 40 partidos, donde el Obilić sumó 89 puntos, lejos de los 105 que logró el Estrella Roja, campeón, tercer puesto que repitió en 2000–01. Estas buenas actuaciones en liga, le permitió al Obilić seguir participando en competiciones europeas, aunque con resultados discretos en Copa de la UEFA y en la Copa Intertoto.
Cuando Miljan Miljanić renunció a su cargo de presidente de la Asociación de Fútbol de Yugoslavia en septiembre de 2001, la prensa aplaudió en broma la elección de Ceca para la campaña asegurando que, al menos, tendrían la presidenta más hermosa. Sin embargo, el exjugador del Estrella Roja Dragan Stojković, conocido cariñosamente por su apodo Piksi, fue elegido para el puesto.
El equipo acabó séptimo en la temporada 2002–03 dando muestras de perder peso en la parte alta de la clasificación, lo que desembocó en el penúltimo puesto de la temporada 2005–06 de la SuperLiga de Serbia y Montenegro, con sólo tres victorias en toda la temporada. El equipo, que poco a poco había comenzado a obtener el apoyo de los aficionados al fútbol en Belgrado a finales de los años 1990, perdió un significativo apoyo de manera repentina. Igualmente, lo que pareció ser un gran socio de repente vio cómo todos los patrocinadores del club desaparecieron y los resultados del equipo reflejaron la situación. Algunas voces coincidieron en señalar a Ceca como la fuente de la mayoría de los problemas. La presidenta aparecía a menudo en los partidos con fuertes medidas de seguridad, varios guardaespaldas, en lujosos abrigos de piel e impuso estrictas sanciones económicas a los jugadores que no rendían, lo que, pese a la desaparición de Arkan, no benefició a la imagen del club, siempre rodeado de la polémica, el lujo y la provocación que acompañaba a Ceca.
Después de sólo un año en la segunda división, el Obilić descendió de nuevo a la Liga Srpska de Belgrado (tercer nivel), con sólo 6 empates en 38 partidos en la temporada 2006-07. La siguiente temporada volvieron a descender, esta vez a la categoría de aficionados, con sólo 2 victorias y 4 empates en 30 partidos en la temporada 2007-08. En la temporada 2008-09, el Obilić terminó en el último puesto de la liga Zona Beogradska y fueron relegados a la Beogradska Prva liga, el sexto nivel de ligas. Lejos de mejorar, la situación del Obilić sería aún peor cuando en la campaña 2011-12 el Obilić terminó último en la segunda liga de Belgrado, cayendo hasta la tercera liga de Belgrado, la séptima división del fútbol serbio. Mientras tanto, Svetlana Ražnatović fue acusada en marzo de 2011 de irregularidades financieras durante su etapa como presidenta del club en relación con una serie de fichajes de futbolistas.

## Palmarés
Campeonatos de liga
 Primera Liga de Serbia y Montenegro:
- Campeón (1): 1997–98
- Subcampeón (1): 1998–99

Copas nacionales
 Copa de Serbia y Montenegro:
- Subcampeón (2): 1994–95, 1997–98

- Torneo amistoso: Trentino cup  2000

## Competiciones europeas
| Temporada | Competición       | Ronda                          | Rival           | Resultado        |
| --------- | ----------------- | ------------------------------ | --------------- | ---------------- |
| 1995–96   | Recopa de Europa  | Ronda de clasificación         | Dinamo Batumi   | 0–1 (L), 2–2 (V) |
| 1998–99   | Liga de Campeones | Primera ronda de clasificación | IBV             | 2–0 (L), 2–1 (V) |
| 1998–99   | Liga de Campeones | Segunda ronda de clasificación | Bayern Munich   | 0–4 (V), 1–1 (L) |
| 1998–99   | Copa de la UEFA   | Primera ronda                  | Atlético Madrid | 0–2 (V), 0–1 (L) |
| 2000–01   | Copa Intertoto    | Primera ronda                  | Cibalia         | 1–3 (V), 1–1 (L) |
| 2001–02   | Copa de la UEFA   | Ronda de clasificación         | Gøta            | 4–0 (L), 1–1 (V) |
| 2001–02   | Copa de la UEFA   | Primera ronda                  | København       | 0–2 (V), 2–2 (L) |
| 2002–03   | Copa Intertoto    | Primera ronda                  | Haka            | 1–2 (L), 1–1 (V) |

## Jugadores
Los siguientes son jugadores notables que han pasado por las filas del Obilić y que han sido internacionales mientras jugaban para el equipo:
| Serbia, RFY/SCG, Yugoslavia: - Dražen Bolić - Saša Ćurčić - Nenad Đorđević - Nenad Grozdić - Dragoslav Jevrić - Saša Kovačević - Petar Krivokuća - Nikola Lazetić - Milovan Milović - Nenad Mladenović - Milan Obradović - Predrag Ocokoljić - Marko Pantelić - Aleksandar Pantić - Radovan Radaković - Zoran Ranković - Predrag Ristović | - Dragan Šarac - Miroslav Savić - Saša Simonović - Budimir Vujačić - Bojan Zajić - Saša Zorić - Aleksandar Živković - Bratislav Živković Otros: - Vladan Grujić - Stevo Nikolić - Vule Trivunović - Dragoljub Simonović - Antonio Filevski - Bojan Brnović - Dejan Ognjanović - Mirko Raičević |